# جغدباز آندامان
جغدباز آندامان (نام علمی: Ninox affinis)، یک گونه جغد از خانواده جغدان راستین (Strigidae) و بومی جزایر آندامان است.
زیستگاه طبیعی آن جنگل‌های دشت نمناک نیمه‌گرمسیری یا گرمسیری و جنگل‌های حرای نیمه‌گرمسیری یا گرمسیری است و به دلیل از بین رفتن زیستگاه نایاب می‌شود.